# Danimarca ai Giochi della XXV Olimpiade
La Danimarca partecipò ai Giochi della XXV Olimpiade, svoltisi a Barcellona, Spagna, dal 25 luglio al 9 agosto 1992, con una delegazione di 110 atleti impegnati in quattordici discipline.